# 11 Zeugen
11 Zeugen ist das erste Soloalbum des deutschen Rockmusikers Daniel Wirtz. Es erschien am 28. März 2008 über sein eigens dafür gegründetes Musiklabel Wirtz Musik.

## Entstehungsgeschichte
Daniel Wirtz begann deutsche Texte zu schreiben, um Dinge auszudrücken, die ihn seelisch belasteten. Nachdem er im Jahr 2007 den Musiker und Produzenten Matthias Hoffmann kennengelernt hatte, spielte er ihm Aufnahmen von seinen Texten vor, woraufhin dieser ihn überzeugte, mit dem Material ein Album aufzunehmen und es zu veröffentlichen. Die Musik schrieb Wirtz zu den fertigen Texten.
Das Album sollte ursprünglich FSK 31 heißen. Es sollte eine „freiwillige Selbstkontrolle“ für Wirtz sein. Er wollte erfassen, wo er damals im Leben stand und wo er noch hin wollte. Dazu reflektierte er sich selber und suchte nach Aspekten an sich, die er noch verbessern könnte. Er wollte damals keine Texte schreiben, in denen er anderen Menschen sagt, was sie machen sollen, weil er dies für den falschen Weg hielt. Wirtz beschrieb die Arbeit am Album als „Selbsttherapie“. Der finale Albumtitel 11 Zeugen bezieht sich darauf, dass die elf Lieder des Albums für Daniel Wirtz Zeugen der damaligen Phase seines Lebens darstellen.
Bezüglich des Schreibens von Texten allgemein und auch bezogen auf 11 Zeugen sagte Daniel Wirtz in einem Interview:

„Es gibt Songs, die man quasi einfach so runter schreibt, weil sie rausmüssen, aber auch einfach welche, die man sich hart erarbeitet. Also, wenn ich nicht gerade so eine Scheibe wie die '11 Zeugen' mache -bei der es mir, als ich damals die Texte schrieb, einfach auf der Seele brannte und einfach alles raus musste, bevor es zum Krebs wird- kann ich mir rein theoretisch eine Gitarre nehmen ein Riff und einen Chorus machen und dann einen Song schreiben. Der Song drückt dann genau das aus, was ich gefühlsmäßig in dem Moment gerade fühle. Bei der zweiten Scheibe gibt es ein paar Songs, die ich mir echt hart erarbeitet habe, vor allem thematisch, bezüglich der Frage, wie weit kannst du gehen? Ich habe manchmal bestimmt 19 oder 20 Texte geschrieben, um den einen zu finden, der auf die Musik passt, die ich gerade kreiert habe.“

Der Unterschied zwischen deutschen und englischen Texten, wie er sie für seine vorherige Band Sub7even geschrieben hatte, ist für Wirtz, dass englische Texte für ihn insofern schwerer zu schreiben seien, als dass es nicht seine Muttersprache ist, er aber andererseits englische Texte eher als Melodie wahrnimmt und nicht so sehr auf die Aussage achtet. Bei den englischen Texten wollte ein „Lifestyle-Gefühl“ auszudrücken und achtete darauf, ob die Reime passen und gut klingen. Rückblickend stellte Wirtz fest, dass er sich beim letzten Album seiner Band Sub7even bereits textlich in eine andere Richtung entwickelt habe. Die Aussage ist für ihn bei deutschen Texten besonders wichtig, weil man sich Gedanken über den Inhalt machen müsse. Wirtz bezeichnete das Texten als die schwierigste Aufgabe für ihn überhaupt, weil die Texte für ihn im Deutschen schnell kitschig oder nach Schlager klingen. Andererseits könne er sich auf Deutsch präziser und detaillierter ausdrücken.
Wirtz nahm das Album ohne Sub7even auf, weil er keine musikalischen Kompromisse eingehen wollte und die Lieder des Albums für ihn zu persönlich waren sowie in ihrer Art nicht zu Sub7even passten. Wirtz suchte deshalb eineinhalb Jahre nach geeigneten Musikern für sein Projekt.
Um 11 Zeugen veröffentlichen zu können, gründete Daniel Wirtz zusammen mit Matthias Hoffmann das Musiklabel Wirtz Musik, nachdem er mehrere Angebote von anderen Musiklabels abgelehnt hatte, weil diese unter anderem Einfluss auf die Texte nehmen wollten. Das Album wird durch Rough Trade Distribution vertrieben.
Vor der Veröffentlichung des Albums stellte Wirtz die Lieder: Ne Weile her, Heute weiss ich und Sag es zum Anhören beim sozialen Netzwerk Myspace bereit. Bis zur Veröffentlichung des Albums 11 Zeugen am 28. März 2008 wurden die drei Lieder zusammen ungefähr 1 Million Mal abgespielt.

## Covergestaltung
Auf dem Coverbild ist ein Schwarz-Weiß-Porträt von Daniel Wirtz zu sehen sowie das Wirtz-Logo in orange und der Albumtitel 11 Zeugen in schwarz.

## Titelliste
| #  | Titel               | Länge |
| -- | ------------------- | ----- |
| 1  | Elf Zeugen          | 3:18  |
| 2  | Ne Weile her        | 3:49  |
| 3  | Mon Amour           | 3:29  |
| 4  | Keine Angst …       | 3:47  |
| 5  | Wo ich steh         | 3:20  |
| 6  | Erster Stein        | 3:20  |
| 7  | Heute weiß ich      | 3:49  |
| 8  | Richtig weh         | 4:08  |
| 9  | Sag es              | 4:02  |
| 10 | Weil ich so bin     | 2:51  |
| 11 | Wieder mal ne Nacht | 4:16  |

## Hintergrundinformationen zu einzelnen Liedern
Elf Zeugen
Das Lied entstand, nachdem der Rest des Albums bereits fertiggestellt war. Daniel Wirtz sagte 2008 in einem Interview mit München TV, dass das Lied Elf Zeugen den Werdegang der Lieder des Albums angefangen von der Idee im Kopf über das Schreiben des Textes und des Komponierens bis hin zur fertigen CD beschreiben soll und dass die Lieder „Zeugen seiner Zeit“ einer Phase seines Lebens sind und sie für ihn „sprechen“ sollen.
Ne Weile her
Zu dem Lied wurde ein Musikvideo produziert, in dem Wirtz das Lied im Frankfurter Rockmusik-Klub The Cave vor Publikum live spielt. Von Ne Weile her existiert eine alternative Akustik-Version mit dem Titel Ne Weile her (CHT Version) zu der ebenfalls ein Musikvideo produziert wurde, das ein Zusammenschnitt aus Videos von Wirtz Touralltag ist.
Ne Weile her wurde zusammen mit Ne Weile her (CHT Version), dem Titel-Lied des Albums 11 Zeugen und dem Musikvideo zu Ne Weile her am 28. Februar 2008 als Maxi-Single auf CD veröffentlicht. Die Single wurde ebenfalls als 7″ Schallplatte limitiert auf 350 Exemplare veröffentlicht. Die Exemplare sind nummeriert und zusammen mit einer Widmung von Daniel Wirtz signiert. Die Käufer konnten selbst entscheiden, wie viel sie für die Schallplatte bezahlen wollen. Laut Wirtz betrug der durchschnittliche Verkaufspreis 11 €.
Mon Amour
Zu dem Lied wurde ein Musikvideo produziert, dass Bildmaterial von verschiedenen Wirtz-Konzerten enthält.
Keine Angst
Wirtz veröffentlichte am 7. November 2008 zu dem Lied eine Maxi-Single im CD-Format, die sich aber nicht in den Charts platzieren konnte. Zu Keine Angst wurde ein Musikvideo produziert, welches sich ebenfalls auf der Single befindet. Außerdem befindet sich auf der Single das nicht auf dem Album 11 Zeugen enthaltene Lied Overkill, welches dem zweiten Studioalbum Erdling als Bonus-Titel beigefügt wurde, weil sich die Single zum Zeitpunkt dessen Veröffentlichung nur ungefähr 400 mal verkauft hatte.
Daniel Wirtz sang das Lied im Rahmen der ihm gewidmeten Folge der zweiten Staffel von Sing meinen Song – Das Tauschkonzert. Diese Version des Liedes wurde am 26. Juni 2015 als Download veröffentlicht und stieg auf Platz 51 der deutschen Singlecharts sowie Platz 60 der österreichischen Singlecharts ein. Die Single konnte sich in beiden Ländern jeweils eine Woche in den Charts halten.
Wo ich steh
Die Idee, dass jemand während des Anfangs von Wo ich steh in die Aufnahme spricht, stammt von einem Fettes Brot Titel. Ursprünglich wollte Daniel Wirtz, dass das Komikerduo Badesalz etwas dafür einspricht, in dem es ihn beleidigt. Zur selben Zeit erhielt Wirtz eine Mailbox-Ansage von einem seiner Freunde und dessen Freund, in der sie Wirtz dazu aufforderten, mit ihnen Trinken zu gehen und in der der zweite Freund im betrunkenen Zustand Daniel Wirtz in nicht ernst gemeinter Weise beleidigte. Die Ansage wurde dann in bearbeiteter Form für das Lied verwendet und auch als Intro für die Tour zum Album benutzt.
Heute weiß ich
Zu dem Lied, welches nur mit zwei Akustik-Gitarren instrumentiert ist, wurde ein Musikvideo produziert, in dem Daniel Wirtz das Lied in seinem Studio singt und Gitarre spielt. Die zweite Gitarre wird von Christian Adameit gespielt, der bei den restlichen Liedern des Albums den Bass spielt.
Wieder mal ne Nacht
Im Gegensatz zu allen anderen Liedern des Albums existierte die Idee zu dem Lied Wieder mal ne Nacht bereits fünf Jahre vor Veröffentlichung des Albums.

## Kommerzieller Erfolg
11 Zeugen stieg am 11. April 2008 auf Platz 94 der deutschen Album-Charts ein, bevor es diese eine Woche später wieder verließ. Am 26. Juni 2015 stieg das Album wieder auf Platz 22 ein die Charts ein und erreichte zwei Wochen später am 10. Juli seine Höchstposition Platz 16. Es konnte sich insgesamt zehn Wochen in den deutschen Charts halten. Das Album stieg am 3. Juli 2015 auf Platz 28 der österreichischen Album-Charts ein und konnte sich dort insgesamt fünf Wochen in den Charts halten. Das Album stieg am 28. Juni 2015 auf Platz 29 der schweizerischen Album-Charts ein und konnte sich dort insgesamt drei Wochen in den Charts halten.
Laut eigener Aussage verkaufte Wirtz von 11 Zeugen in der ersten Verkaufswoche 2500 Exemplare und in der zweiten Woche ungefähr 1000 weitere. Bis Juli 2009 wurde das Album laut eigener Aussage ungefähr 15.000 mal inklusive Downloads verkauft.

## Rezeption
| Professionelle Bewertungen | Professionelle Bewertungen |
| -------------------------- | -------------------------- |
| Kritiken                   |                            |
| Quelle                     | Bewertung                  |
| Laut                       | [ 15 ]                     |
| Rock Hard                  | [ 16 ]                     |
| Metal Hammer               | [ 17 ]                     |
| Pressure Magazine          | [ 18 ]                     |
| CDStarts                   | [ 19 ]                     |

11 Zeugen erhielt gute bis sehr gute Kritiken von der Fachpresse.
Conny Schiffbauer vom Musikmagazin Rock Hard bewertete das Album im Mai 2008 in der Ausgabe Nr. 252 mit sieben von zehn möglichen Punkten. Sie schrieb über das Album:

„Drei Alben veröffentlichte Daniel Wirtz seit 1999 als Sänger von Sub7even. Mit '11 Zeugen' legt der 31-jährige (Neu-)Frankfurter nun ein Solodebüt vor, das stilistisch zwar nicht allzu weit von seiner Hauptband entfernt ist, im direkten Vergleich aber deutlich ruhigere und melodischere Züge aufweist. Am markantesten sind allerdings die direkten deutschen Texte, die gelegentlich mit einer trotzig-derben Note an die Lyrics der Böhsen Onkelz erinnern. Der Albumname '11 Zeugen' steht für elf selbstkritische Lieder, die rebellischen Grunge und bodenständigen Rock mit mitreißenden Melodien und rauen Vocals vereinen. Obwohl Midtempo-Tracks und balladenhaftere Nummern überwiegen, driftet WIRTZ nicht in den Kitsch ab, sondern überzeugt mit seinem Songwriting.“

Matthias Mineur vom Musikmagazin Metal Hammer bewertete das Album am 1. Mai 2008 mit fünf von sieben möglichen Punkten. Er schrieb über das Album:

„Daniel Wirtz ist Sänger der leider total abgewirtschafteten Sub7even ('Weatherman'), die vor sechs Jahren wegen der umstrittenen Onkelz-Tour nicht nur den kreativen Kopf Chris Wolff, sondern – trotz ihres riesigen Talents – auch den Boden unter den Füßen verloren. Mit 11 Zeugen versucht Wirtz jetzt eine Solokarriere und klingt dabei ein wenig wie Chris Cornell auf dessen Solodebüt Euphoria Morning (1999). Das Material zwischen hart und balladesk, zwischen Metal und Pop – alles übrigens in Deutsch getextet – gefällt und ist konsequenter umgesetzt als das letzte Sub7even-Werk LOVECHAINSNROCKETS (2006). Okay vielleicht hätte man auf 11 ZEUGEN textlich nicht ständig irgendwelche Abrechnungen mit ehemaligen Weggefährten vornehmen müssen, und für meinen Geschmack wird auch zu viel 'gefickt, gesoffen, gefressen und beschissen' etc. Doch offenbar hat der smarte Daniel bei seinem Mentor Weidner abgeschaut, dass sich Märtyrer-Lyrik gut verkauft. Nötig hätte er dies nicht, denn die Weltklasse Rock-Songs 'Sag es’ und vor allem 'Ne Weile her' (der absolute Killer!) würden auch ohne Fäkalsprache richtig zünden.“

Michael Edele vom Online-Magazin laut.de bewertete das Album mit vier von fünf möglichen Punkten. Er konnte im Gegensatz zu Matthias Mineur von Metal Hammer bei den Texten von Daniel Wirtz keine Ähnlichkeit zu den Texten von Stephan Weidner erkennen, weil er seiner Meinung nach eine „eigenständige Art und Weise sich zu artikulieren“ habe und „der Pathos vieler Weidner-Kompositionen“ bei Wirtz fehle, was daran läge, dass Wirtz „eher nach innen schaut und den Dreck dort erst mal wegräumen will, als sich über die Welt und all ihre Übel zu echauffieren“. Über die einzelnen Lieder des Albums schrieb er:

„Auch wenn das nun vielleicht nicht für alle nachvollziehbar ist, hat ‚11 Zeugen‘ textlich und von der Stimmung her doch was von Subway to Sally. Nur halt ohne Geige und nicht mit Eric Fish am Mikro. Unabhängig davon ist der Titeltrack eine gute Einstimmung auf den Rest des Album und bereitet auf die folgenden Texte vor. Unabhängig davon ist der Titeltrack eine gute Einstimmung auf den Rest des Album und bereitet auf die folgenden Texte vor. So legt das etwas an Life of Agony erinnernde 'Ne Weile Her' auch gleich dermaßen von Grund auf ehrlich los, dass man fast den Hut vor dem Kerl ziehen muss. Doch aus Fehlern lernt man bekanntlich nur, wenn man auch die Konsequenzen zieht und wirklich was ändert. Mit einem guten Schuss Humor zieht der Sänger in 'Mon Amour' das Resumé einer eher suboptimal gelaufenen Beziehung mit der festen Absicht, den Neuanfang zu wagen. Wer kann von sich behaupten, nicht schon in einer ähnlichen Situation gewesen zu sein? Dem folgt mit 'Keine Angst’ die erste Akustikgitarren-Ballade, die allerdings sehr an Echt erinnert. Da kommt später besseres Material, doch zuvor dreht 'Wo Ich Steh’ den Gashahn zum ersten Mal richtig auf. Der latent an Die Happy erinnernde Song hat einen absolut geilen Drive und auch einen tierisch coolen Text, der dermaßen einen auf dicke Hose macht, dass einen die Ironie dabei schon fast in den Arsch beißt. Mit 'Erster Stein' ist dann der ruhige Mittelteil erreicht. Der Track ist wieder eine schöne Ballade, allerdings mit Drums und Bass und einem alles andere als typischen Text, in dem Daniel mit der Bigotterie in der heutigen Gesellschaft abrechnet. Die ruhigen Töne bleiben mit 'Heute Weiß Ich’ erhalten. Der Songs basiert einmal mehr allein auf Gitarren, leichtem Klavier und Daniels charismatischem Gesang. Irgendwann sind die wilden Zeiten einfach vorüber und die Selbstzweifel gehören der Vergangenheit an. Wirklich melancholisch wird es mit dem ebenfalls sehr ruhigen 'Richtig Weh'. Einmal mehr spricht der Sänger gekonnt die Problematik des Endes einer langen Beziehung an, wenn man weiß, wo und wie man den anderen treffen kann, wird es meist erst wirklich bitter. Der kurze Wutausbruch passt jedenfalls perfekt in den Song rein. 'Sag Es’ setzt nach einem erst ruhigen Beginn schließlich auch wieder auf verzerrte Gitarren, ohne den ruhigen, melancholischen Momenten ganz abzuschwören. Wieder fühlt man sich ein wenig an die Lyriks von Eric Fish erinnert. Kurz vor dem Ende setzt 'Weil Ich So Bin' noch mal auf Power und lässt sogar in Sachen Drums mal richtig was krachen. Mit einer Prise Humor erfolgt der Rückblick auf alles, was Daniel bisher gesagt hat und die Möglichkeit, sich überhaupt zu ändern. Gehört vom Drive her im Sommer in jede Karre. Den ruhigen, besinnlichen Ausklang stellt 'Wieder Mal Ne Nacht', der durch die Gitarre und den Marsch-Takt auf der Snare ein wenig was von nem Western-Soundtrack hat. Dabei verzeiht man auch die leichten Streicher und die anhaltende Melancholie, denn zum Schluss lässt Daniel uns doch noch einen hellen Schimmer am Horizont.“

Marcus Berg vom Online-Magazin Pressure Magazine bewertete das Album am 8. September 2013 in den Kategorien Sound, Texte, Cover Artwork und insgesamt jeweils mit fünf von fünf möglichen Punkten. Er schrieb, dass Wirtz’ Texte aus dem Leben stammten und Selbstreflexionen aus „Fehlern, Träumen und unterschiedlichen Sichtweisen“ beinhalten würden. Das Album sei eine „Selbstoffenbarung“ von Daniel Wirtz, habe einen „Tagebuchcharakter“ und wirke „absolut authentisch“. In den Texten über „Trennung, Leidhaftigkeit oder dem Erwachsen und Bewusstwerden“ würden sich viele Hörer selbst wiedererkennen. Musikalisch schaffe Wirtz es die Balance zwischen ruhigen und schnelleren Lieder zu halten. Als Höhepunkte des Albums benannte Marcus Berg: „die mit biografischer Selbstreflexion angereicherte Gänsehaut-Nummer 'Heute Weiss ich', und … 'Ne Weile Her'“. Er urteilte abschließend:

„Die '11 Zeugen' liefern offene und authentische Texte mit einer unverwechselbaren grandioser Stimme, gepaart mit Charme und Augenzwinkern – der absolute Seelenstrip eines jungen Musikers und ganz klar, 100 % Wirtz! 'Heute weiß ich wie man Dinge bewegt / ohne dass dabei nur Chaos entsteht’ Recht hat er!“

Matthias Reichel vom Musik-Portal CDStarts bewertete das Album mit 7,5 von zehn möglichen Punkten. Er schrieb über das Album:

„Die musikalischen Vorlieben von Daniel Wirtz liegen in den dunklen und rauen Klängen des Grunge, die tatsächlich am besten zu seinen Texten passen, in denen er mit sich und seinem bisherigen Leben schonungslos aufräumt ('Ne Weile her', 'Heute weiß ich') und zu keiner Zeit um den heißen Brei herumredet ('Keine Angst', 'Richtig weh'): Alkohol, Drogen, gescheiterte Beziehungen, Selbstzerstörung und Neuanfang – eine derartige Direktheit in deutschsprachigen Texten, die nicht auf fiktivem Ghetto-Gangsta-HipHop-Schwachsinn beruhen, sind eine absolute Seltenheit und im ersten Moment schwer zu packen. Denn die uneingeschränkt offene Art von Daniel Wirtz, sein Innerstes nach außen zu kehren, macht betroffen und nachdenklich. Schließlich hat jeder eigene Leichen im Keller und kann hier und da Parallelen ziehen. Doch Wirtz nimmt weder auf sich noch auf seine Hörer Rücksicht: 'Ja ja, es tut mir leid. Ich kann’s auch nicht ändern. Und es ist bestimmt auch nicht die feine Art. Ja klar, ich könnte lügen wie die Blender die du aus Egogründen um dich scharrst. Willst du die Wahrheit hören, frag mich ob sie schön ist oder nicht. Ich sag’s dir ins Gesicht'. Wirtz ist kein Betroffenheitsmucker, der seine Texte mit Kalkül schreibt. Hier schreibt jemand aus dem Herzen zum Zweck der Selbsttherapie, kombiniert mit der geeigneten Musik, die nicht zwingend kommerzielles Potenzial besitzt, aber zweifelsohne perfekt passt. Man denke nur an die bittere Lyrik eines Layne Staley (Alice in Chains), um zu erahnen, was dem Hörer auf '11 Zeugen' präsentiert wird: Starke Rocksongs mit so viel Tiefgang, dass es garantiert nicht jedermanns Sache sein wird.“

## Tour
Nach Veröffentlichung des Albums spielte Wirtz im April und Mai 2008 eine Tour mit elf Konzerten. Anschließend wurde die Tour um neun weitere Konzerte im November desselben Jahres verlängert. Wirtz sagte nach der Tour in Interviews, dass es ihm bei den ersten Konzerten schwer fiel, seine Lieder vor Publikum vorzutragen, weil sie sehr persönlicher Natur sind, es sich aber geändert hätte, weil das Publikum seine Musik so gut aufgenommen habe. Wirtz verglich seine Konzert-Auftritte in einem Interview mit FKK oder damit nackt U-Bahn zu fahren.
Erster Teil
- 28. April 2008: Saarbrücken – Kleine Garage
- 29. April 2008: München – 59:1
- 30. April 2008: Nürnberg – Hirsch
- 3. Mai 2008: Leipzig – Moritzbastei
- 4. Mai 2008: Hamburg – LOGO
- 5. Mai 2008: Berlin – Knaack-Klub
- 12. Mai 2008: Dortmund – FZW
- 13. Mai 2008: Aschaffenburg – Colos-Saal
- 15. Mai 2008: Bremen – Lagerhaus
- 16. Mai 2008: Köln – Luxor
- 17. Mai 2008: Stuttgart – Landespavillon

Zweiter Teil
- 4. November 2008: Frankfurt am Main – Nachtleben
- 5. November 2008: Berlin – White Trash
- 6. November 2008: Lübeck – Rider’s Cafe
- 8. November 2008: Oberhausen – Turbinenhalle
- 9. November 2008: Koblenz – Circus Maximus
- 10. November 2008: Mannheim – Club 7
- 12. November 2008: Augsburg – Kantine
- 13. November 2008: Freiburg – Waldsee
- 14. November 2008: Köln – Luxor